# Mythimna vuattouxi
Mythimna vuattouxi là một loài bướm đêm trong họ Noctuidae.